# Schwarzkehl-Zwergbuntbarsch
Der Schwarzkehl-Zwergbuntbarsch (Apistogramma viejita) ist eine kleine Buntbarschart, die im Einzugsgebiet des Río Meta im kolumbianischen Departamento del Meta vorkommt.

## Merkmale
Die Fische ähneln den nah verwandten Arten Villavicencio-Zwergbuntbarsch (Apistogramma macmasteri) und Rotstrich-Apistogramma (A. hongsloi) und sind von diesen nur schwer zu unterscheiden. Namensgebend für die Art ist die schwarze Kehle, die die Weibchen in der goldgelben Brutfärbung zeigen. Schwarz sind auch ein Längsstreifen entlang der Mittellinie des Bauches, ein Analfleck, ein unterbrochener Längsstreifen auf den Körperseiten, ein weiterer am unteren Rand der Rückenflosse, ein Fleck auf dem Schwanzstiel, die vorderen Flossenstrahlen der Bauchflossen und der Rückenflosse und eine Wangenbinde, die sich vom Auge schräg nach hinten zum Unterrand des Kiemendeckels erstreckt. Bei den Männchen sind die vorderen Bauchflossenstrahlen und die hinteren, weichstrahligen Abschnitte von Rücken- und Afterflosse ausgezogen. Sie zeigen einen von dunklen Schuppenrändern gebildeten Längsstreifen, der sich vom Auge bis auf den Schwanzstiel erstreckt. Oberhalb des Längsstreifens sind sie olivfarben bis beige, unterhalb weißlich bis rosig. Je nach Fundort kann der Schwanz gelblich oder rötlich sein. Der Kiemendeckel kann rot gesprenkelt oder ungemustert sein. Männchen erreichen eine Maximallänge von 8 cm, Weibchen bleiben mit maximal 5 cm deutlich kleiner.

## Lebensraum und Fortpflanzung
Der Schwarzkehl-Zwergbuntbarsch kommt in kleinen Gewässern in den kolumbianischen Llanos vor. Das Verbreitungsgebiet liegt südlich des Río Meta und erstreckt sich über eine Länge von etwa 250 km. Es ist relativ trocken, wird von grünen Wiesen geprägt und der Mensch nutzt es zur Rinderzucht. Die Fische leben im flachen Wasser in kleinen fließenden oder stehenden Gewässern. Dort halten sie sich zwischen Wasserpflanzen oder zwischen Uferpflanzen auf, die ins Wasser reichen. Begleitfische sind die Buntbarsche Aequidens metae, Mesonauta festivus und Satanoperca daemon, Ahls Rotmaulsalmler (Petitella rhodostomus), der Zitronensalmler (Hyphessobrycon pulchripinnis), der Rote Phantomsalmler (Megalamphodus sweglesi) und eine Pyrrhulina-Art.
Die Fische sind Verstecklaicher, die etwa 60 bis 80 Eier legen. Sie bilden eine Mann-Mutter-Familie, bei der das Weibchen die Brutpflege zunächst allein ausübt, während das Männchen das Revier verteidigt. Erst in der zweiten bis dritten Woche nach dem Schlupf beteiligt sich das Männchen an der direkten Brutpflege.